# Дорошенко Володимир Карпович
Володи́мир Ка́рпович Дороше́нко (25 березня 1922, Вербівка, тепер Кіровоградська область — 18 березня 2019, Львів) — архітектор. 1948 року закінчив Львівський політехнічний інститут. Працював у львівських філіалах проєктних інститутів «Теплоенергопроект», «Діпроміст», «Промбудпроект» та інших. Організовував персональні виставки акварельного живопису.
Роботи
- Промислово-складський вузол на Сигнівці, нинішня вулиця Городоцька. Будівництво розпочато в радянський час. Співавтори архітектор Л. Омельченко, інженери Б. Данилейко, В. Ізотов[2].
- Реконструкція інтер'єру першого поверху Порохової вежі у Львові для потреб кафе. Реалізована на початку 1960-х років за проєктом відібраним на конкурсі. Співавтор Володимир Блюсюк[3].
- Реконструкція Порохової вежі у Львові для потреб Спілки архітекторів України у 1957—1963 роках за конкурсним проєктом. Співавтори А. Діятян, М. Юдкін.
- Кафе «Під левом» і «Старий Львів». Обидва — 1968 року.
- Поліграфічний комбінат видавництва «Вільна Україна» на вулиці Володимира Великого (1973, співавтори Б. Гапа, В. Цариник, А. Тукало)[2].
- дев'ятиповерховий житловий будинок на розі вулиць Стрийської і Сахарова[4].
- Інженерно-лабораторний комплекс «Львівенерго» (1982).
- Інженерний корпус управління магістральних нафтопроводів «Дружба» на нинішній вулиці Липинського (1984)[5].
- Архітектурна частина низки пам'ятників. Зокрема Миколі Кузнецову у Львові (1962, скульптори Василь Власов, Валентин Подольський, С. Рукавишніков[6], архітектор Михайло Каневський[7], Володимирові Леніну в Городку Львівської області (1974, скульптор А. Білостоцький)[8].

Галерея робіт Володимира Дорошенка
Інженерний корпус управління магістральних нафтопроводів «Дружба» у Львові
Будинок на вулиці Стрийській, 78 у Львові